# Lissorhinus
Lissorhinus är ett släkte av skalbaggar. Lissorhinus ingår i familjen vivlar.
Kladogram enligt Catalogue of Life:
| Lissorhinus | \| \| Lissorhinus eryx \| \| \| \| |
|             | \| \| Lissorhinus eryx \| \| \| \| |
|             | Lissorhinus eryx                   |
|             |                                    |